# Тривиальная группа
В математике, тривиальная группа — это группа, состоящая из одного элемента. Этот элемент обязан быть единицей группы; в зависимости от контекста его обозначают 0 (если групповая операция — сложение), 1 (в том случае, когда под групповой операцией подразумевается умножение) или e. Тривиальную группу нельзя путать с пустым множеством, поскольку аксиомы группы требуют наличия в ней единицы.
На термин часто ссылаются как «G не содержит нетривиальных подгрупп», имея в виду, что единственные подгруппы G — это тривиальная подгруппа и сама G.
Тривиальная группа является циклической, поэтому иногда её обозначают как Z1.
Тривиальная группа является нулевым объектом в категории групп, то есть она является одновременно начальным и терминальным объектом.